# Heteroscada kusa
Heteroscada kusa är en fjärilsart som beskrevs av William Chapman Hewitson 1874. Heteroscada kusa ingår i släktet Heteroscada och familjen praktfjärilar. Inga underarter finns listade i Catalogue of Life.